# Рупор
Рупор (на нидерландски: roeper) или мегафон е метална тръба с форма на конус, предназначена за усилване звука на човешкия глас. Рупорът концентрира звуковите вълни и ги насочва в една посока.
Рупорът е тръба, площта на сечението на която се увеличава с постоянно нарастващ коефициент. Това свойство на рупора става незаменимо за извличане на качествено звучене от усилватели с малка мощност. Рупорът осигурява оптимално натоварване на диафрагмата на високоговорителя и подобрява съгласуването на изходното съпротивление с околната среда. Дължината на рупора има значение, защото колкото размерите му са по-големи, толкова по-силно и по-ясно се чува гласа на големи разстояния.
Рупорът е изобретен през 1670 година от англичанина Самюел Морланд, който го прави от стъкло, а едва по-късно започва да се изработва от мед. Способността на принципа на рупора да се усилва акустичната енергия е открита още от първобитните, които свирели на кухи рогове, направени от чифтокопитни животни. На корабите са използвали рупори с дължина от 2 метра, като входното отверстие е с диаметър 5 сантиметра, я изходното – 15 – 25 сантиметра. Рупор с дължина 1,5 метра може да предаде звука на човешки глас на разстояние от 2 километра.
В преносен смисъл думата „рупор“ означава изразител на чужди мисли или идеи, проводник на чуждо влияние.